# Coppa Italia Dilettanti 1989-1990
La Coppa Italia Dilettanti 1989-1990 è stata la 24ª edizione di questa competizione calcistica italiana. È stata disputata con la formula dell'eliminazione diretta ed è stata vinta dal Breno.
Dopo l'entrata in vigore della Legge n. 91 del 23 marzo 1981 che ha abolito il calcio semiprofessionistico, le squadre del Campionato Interregionale (5º livello nazionale, primo dilettantistico) partecipano a questa coppa, assieme a quelle di Promozione (1º livello regionale, 6º nazionale). Il torneo viene diviso in due "binari" per le due categorie fino alle semifinali comprese: le 4 squadre rimaste (2 per parte) disputano la "final four" in campo neutro a sfide incrociate.
L'edizione, come detto sopra, è stata vinta dal Breno, che superò in finale, la Pistoiese; le semifinaliste furono Leffe e Putignano.

## Formula
Dal 1981 al 1985 le squadre di Interregionale e Promozione disputavano una fase eliminatoria separata fra le due categorie, riunendosi poi per i quarti di finale, mentre dal 1985 al 1988 le squadre delle due categorie disputavano due coppe diverse con assegnazione delle rispettive Coppe Italia di settore, poi le due vincenti si affrontavano poi nella finale per la coppa nazionale.
Dal 1988 le squadre delle due categorie sono ancora incluse in due tornei di settore, ma senza la disputa delle finali: le 4 finaliste delle 2 coppe disputano una "final four" per l'assegnazione della Coppa Italia Dilettanti.

## Fasi Interregionale e Promozione
Dalle due fasi eliminatorie sono giunte Leffe e Pistoiese (dal Campionato Interregionale 1989-1990), Breno e Putignano (dalla Promozione 1989-1990).

## Final four
Le 4 squadre rimaste (2 di Interregionale e 2 di Promozione) vengono abbinate in semifinali incrociate. Secondo ilcalcioillustrato.it Archiviato il 15 aprile 2021 in Internet Archive. le final four sono state disputate a Vibonati (SA), invece secondo bresciaoggi.it a Maratea (PZ).

### Semifinali
| Vibonati 1º giugno 1990                      | Leffe                | 0 – 0 (d.t.s.) | Breno | Stadio Valentino Mazzola |
| \| \| \| \| \| \| Tiri di rigore 2 – 3 \| \| |                      |                |       |                          |
|                                              |                      |                |       |                          |
|                                              | Tiri di rigore 2 – 3 |                |       |                          |

| Vibonati 1º giugno 1990 | Pistoiese | 3 – 0 | Putignano | Stadio Valentino Mazzola |

### Finale
Alla finale giungono la Pistoiese (2º nel girone E dell'Interregionale) e il Breno (1º nel girone D della Promozione Lombardia).
| Arbitro: | Pontani (Verona) |

| |                      | |
| Girelli Scotti Salvetti Serioli | Tiri di rigore 4 – 3 | Dati Meoni Cavestro Gutili Scardigli |
| · Romano · Crescini · Speziari · 110’ Barcella · Nova · Serioli · Meli · Girelli · 81’ Perico · Scotti · Treccani · A disposizione: · 81’ Bertocchi · 110’ Salvetti | Formazioni           | · Ceccarelli · Scardigli · Gori · Bellini · Cocca · Moro · Cavestro · Gutili · Meoni · Molnar 97’ · Pazzini · A disposizione: · Dati 97’ |
| Mismetti | Allenatori           | Ventura |